# Juri Hollmann
Juri Hollmann (Berlín, 30 de agosto de 1999) es un ciclista profesional alemán que compite con el equipo Alpecin-Deceuninck.

## Trayectoria
En 2018, con tan solo 19 años, debutó como profesional con el equipo alemán Heizomat Rad-Net de categoría Continental. Tras año y medio, en agosto de 2019 pasó al Team Katusha-Alpecin como stagiaire. Dos meses después, en octubre, se confirmó que en 2020 daría el salto al WorldTour tras firmar por dos años con el Movistar Team. En agosto de 2021 renovó su contrato por dos temporadas más. Una vez pasó ese tiempo cambió de aires y de cara a 2024 fichó por el Alpecin-Deceuninck.

## Palmarés
Todavía no ha conseguido ninguna victoria como profesional.

## Resultados en Grandes Vueltas
| Carrera | Carrera         | 2018 | 2019 | 2020 | 2021 | 2022 | 2023 | 2024 | 2025 |
| ------- | --------------- | ---- | ---- | ---- | ---- | ---- | ---- | ---- | ---- |
|         | Giro de Italia  | —    | —    | —    | —    | —    | —    | —    | Ab.  |
|         | Tour de Francia | —    | —    | —    | —    | —    | —    | —    | —    |
|         | Vuelta a España | —    | —    | —    | —    | —    | —    | 96.º | —    |

—: no participa
Ab.: abandono

## Equipos
- Heizomat Rad-Net (2018-2019)
- Team Katusha-Alpecin (stagiaire) (2019)[6]
- Movistar Team (2020-2023)
- Alpecin-Deceuninck (2024-)